# Фомальгаут

Зображення Фомальгаута, зняте за допомогою DSS, поле зору 2,7° × 2,9°.
NASA, ESA та DSS 2. Подяка: Davide De Martin (ESA/Hubble)

Фомальга́ут (альфа Південної Риби/α PsA) — найяскравіша зоря в сузір'ї Південної Риби та одна з найяскравіших зір на нічному небі. Назва зорі означає «паща кита» в перекладі з арабської فم الحوت fum al-ḥūt.

## Спостереження
Фомальгаут є єдиною зорею 1-ї величини, видимою восени в південній частині неба в північних широтах. Його розпізнавали багато народів, що населяють північну півкулю, зокрема араби, перси та китайці.
За всю історію Фомальгаут змінив чимало назв. Уперше Фомальгаут був ідентифікований ще в доісторичний період: існують археологічні знахідки, які доводять «участь» зорі в певних ритуалах близько 2500 р. до н. е., що проводилися в Персії, де Фомальгауту відводилася роль однієї з чотирьох королівських зір. У середньовічних відьомських ритуалах (див.: Stregheria) Фомальгаут вважався «занепалим ангелом» та «четвертим вартовим північних воріт».

## Характеристики
Це зоря Головної послідовності, має спектральний клас А3, розташована на відстані 25 світлових років (7,7 парсека) від Землі.
До березня 2000 року Фомальгаут та Ахернар (α Ерідана) були двома зорями першої величини, що розташовані на максимальній кутовій відстані від будь-якої іншої зорі першої величини в астрономічній сфері. Тепер найвіддаленішою на небесній сфері зорею першої величини вважається Антарес, зоря в сузір'ї Скорпіон.
Фомальгаут — відносно молода зоря, її вік становить від 200 до 300 мільйонів років, передбачувана тривалість життя — один мільярд років. Температура на поверхні зорі — близько 8500 кельвінів. Зоря Фомальгаут у 2,3 раза важча за Сонце, її світність більша у 16 разів, а радіус — в 1,85 раза.

## Зоряні компаньйони
Останні дослідження астрономів дали змогу з'ясувати, що Фомальгаут входить до складу широкої потрійної зоряної системи. Спочатку було виявлено, що компаньйоном головної зорі Фомальгаут A є помаранчевий карлик TW Південної Риби (Фомальгаут B), віддалений на 0,9 світлового року від нього. Третя зоря в системі — червоний карлик LP 876-10 (Фомальгаут C). Він віддалений від Фомальгаут A на 2,5 світлового року і має власний кометний пояс.

## Протопланетний диск
Фомальгаут оточений диском космічного пилу тороїдальної форми з добре вирізненою внутрішньою межею на радіальній відстані 133 а. о., нахиленому під кутом 24°. Цей космічний пил має форму поясу завширшки 25 а. о.; геометричний центр цього пилового поясу розташований на відстані приблизно 15 а. о. від самого Фомальгаута. Цей пиловий диск також іноді називають «Поясом Койпера Фомальгаута». Диск навколо Фомальгаута вважають протопланетним. Він поширює інфрачервоне випромінювання.

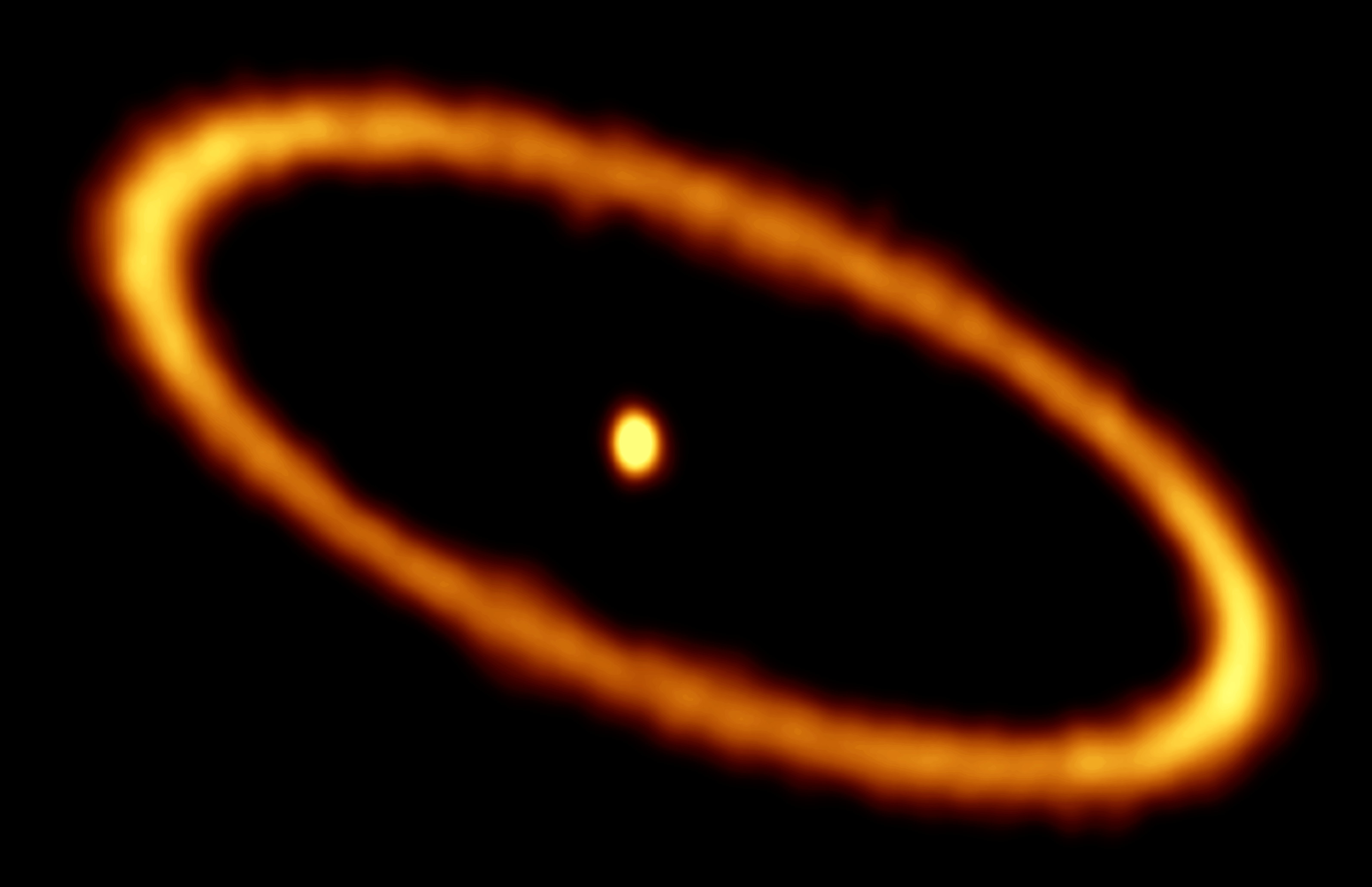
Протопланетний диск Фомальгаута, знятий ALMA

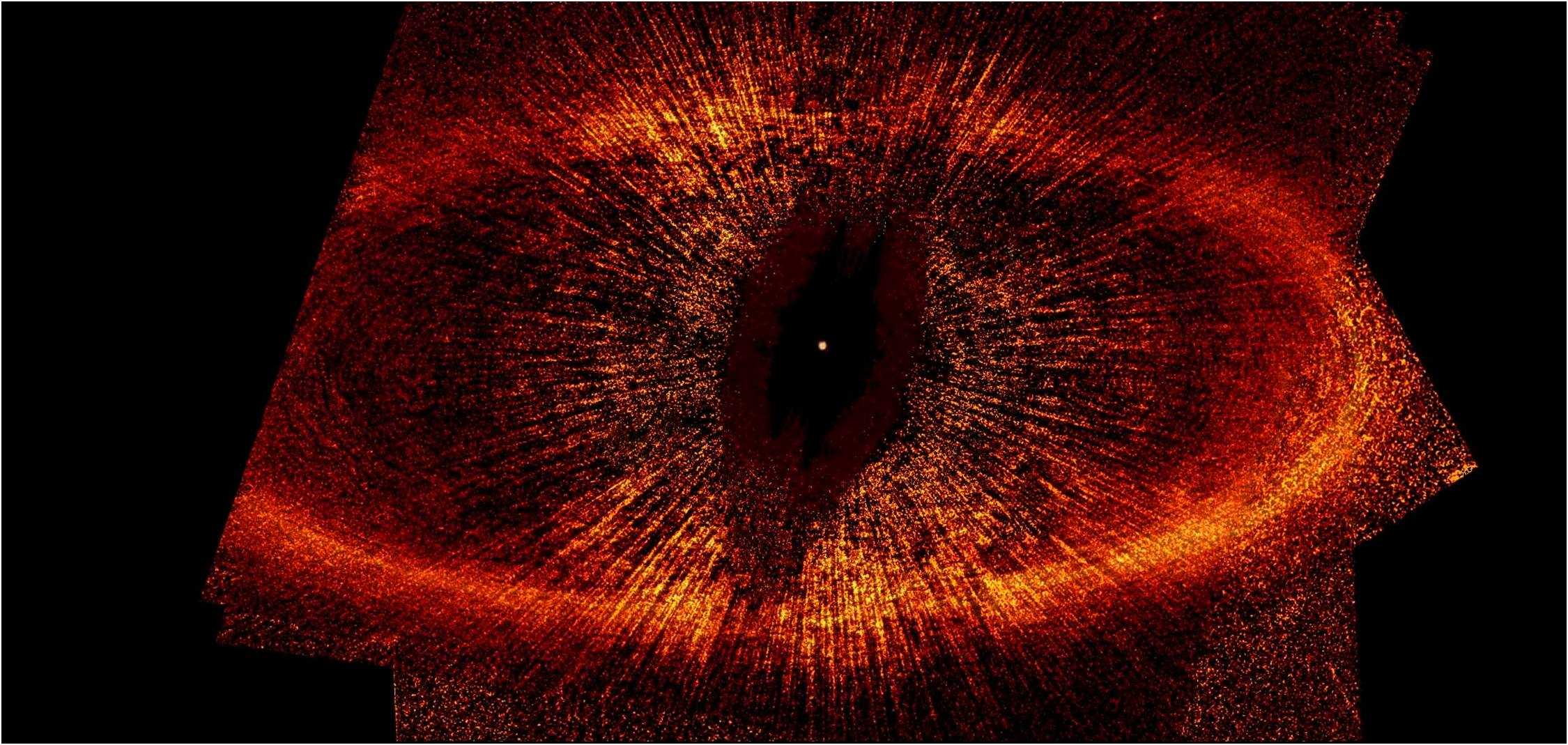
Навколозоряний диск

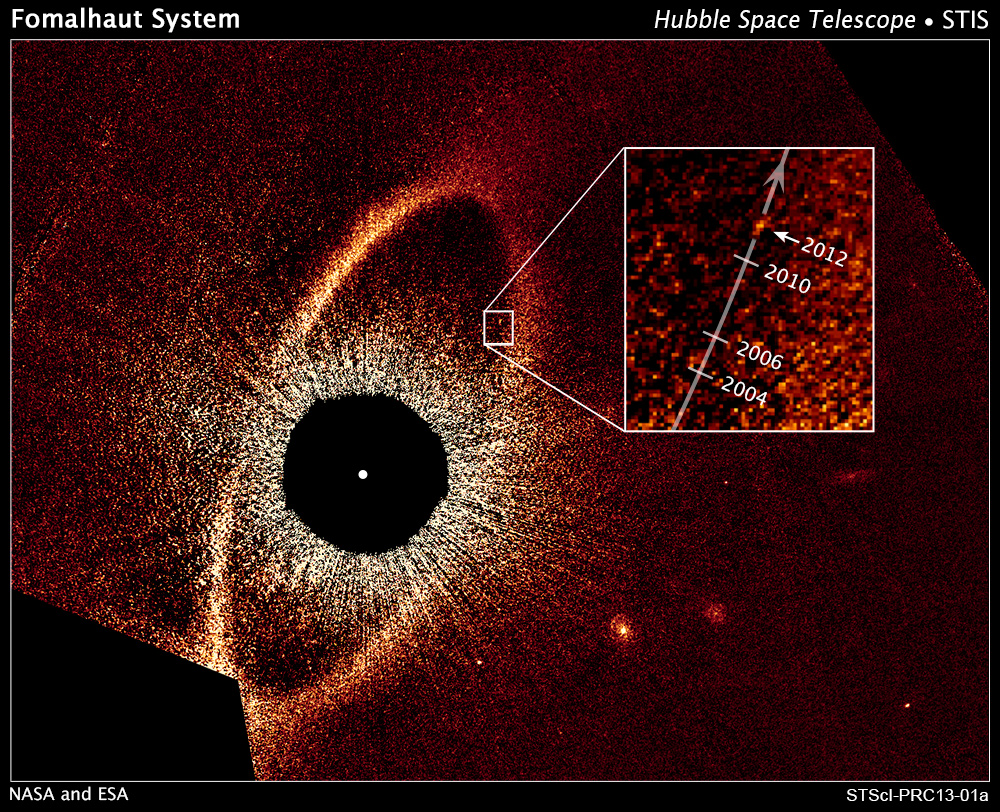
Навколозоряний диск — протопланетний диск Фомальгаута. Показано розташування планети Фомальгаут b. Знімок зроблено коронографом телескопа Габбл (Січень 8, 2013) (НАСА).

Орбіту планети, названої Фомальгаут b, обчислено 1998 року під час аналізу розподілу космічного пилу навколо Фомальгаута. 13 листопада 2008 року НАСА опублікувало пресреліз, у якому повідомило, що шляхом порівняння знімків, зроблених 2004 і 2006 року, візуально доведено наявність планети, що обертається навколо зорі. Маса цієї планети становить близько 3 мас Юпітера, проте з часом вона може стати важчою, увібравши речовину з диска. Пізніше існування планети було поставлено під сумнів. У 2011 і 2012 роках астрофізики з Флоридського університету (США) та науковці проєкту ALMA (Великий міліметровий радіотелескоп Атаками) припустили існування у Фомальгаута щонайменше двох планет: Фомальгаут b і Фомальгаут c. Маса обох планет лежить в інтервалі від маси Марса до кількох мас Землі.
За розрахунками, пиловий диск повинен бути набагато більшим через сонячний вітер Фомальгаута, який відштовхує частинки диска назовні. Останнім часом на підставі даних обсерваторії Гершель прийнято гіпотезу про те, що диск має такі невеликі розміри з тієї причини, що він постійно оновлюється уламками від дуже частих, до тисяч на добу, зіткнень крижаних комет із більшими тілами на орбіті зорі. Така кількість зіткнень вимагає наявності в кометному поясі від 1011 до 1014 комет, що аналогічно кількості комет, яку припускають щодо Хмари Оорта в нашій Сонячній системі.
Однак у 2020 році астрономи під час нових спостережень за допомогою космічного телескопа «Вебб» з'ясували, що насправді Фомальгаут b — це не планета. Вчені вирішили, що, найімовірніше, це хмара з пилу, яка залишилася після зіткнення двох великих астероїдів.
Телескоп побачив два кільця: одне, середнє кільце з уламків, розташоване на відстані приблизно 100 а. о. від зорі (це вдвічі більше, ніж відстань від Сонця до Плутона). Друге, внутрішнє кільце, розташоване на відстані 11 а. о. (це трохи більше, ніж відстань від Сонця до Сатурна). Усі ці кільця є частиною великого протопланетного диска, в якому можуть з'явитися планети.
У самому зовнішньому кільці протопланетного диска телескоп зміг виявити раніше невідому структуру — хмару з пилу, що отримала назву «Велика пилова хмара». Ця хмара схожа на ту, яка раніше вважалася планетою Фомальгаут b, але в ній у 10 разів більше пилу та крижаних уламків. Учені вважають, що ця хмара утворилася внаслідок зіткнення астероїдів розміром із карликову планету Церера (її діаметр становить приблизно 900 км). Навіть попри це, саме кільце з уламків продовжує цікавити науковців.
У 2023 році астрономи сфотографували в інфрачервоному світлі розігрітий пил навколо Фомальгаута за допомогою космічного телескопа імені Джеймса Вебба з метою вивчити перший пояс астероїдів, виявлений поза межами Сонячної системи. Несподівано виявилося, що пилові структури мають значно складнішу структуру, ніж пилові пояси астероїдів і Койпера в Сонячній системі.
Загалом у Фомальгаута є три пояси, які простягаються на 23 млрд км від зорі; це в 150 разів більше, ніж відстань від Землі до Сонця. Розмір зовнішнього поясу приблизно вдвічі більший за розмір поясу Койпера, який розташовано за орбітою Нептуна і складається з малих тіл і холодного пилу. Внутрішні пояси, які раніше ніхто не бачив, телескоп Вебба виявив уперше.

## Рух у просторі

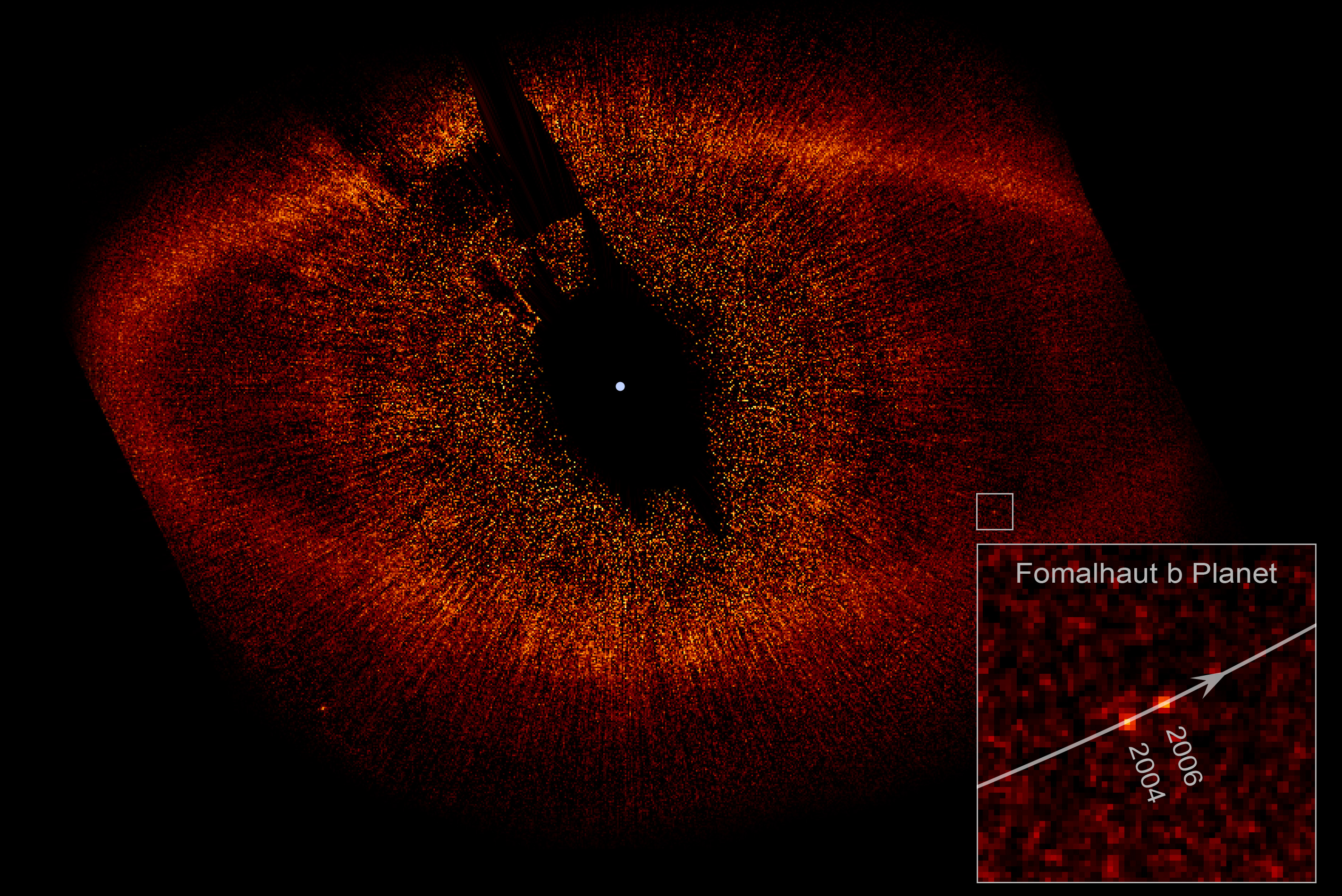
Фотографія системи Фомальгаута з протопланетним диском та планетою b. Знімок зроблено коронографом телескопа Габбл (НАСА)

Досліджуючи інші зорі, схожі за віком та властивостями, астрономи склали рухому групу зір Кастора, до якой належить і Фомальгаут.
Тьмяна спалахуюча зоря TW Південної Риби розташована на відстані одного світлового року від Фомальгаута. Ці дві зорі роблять загальне просторове переміщення небом. Вважається, що вони — зорі-компаньйони та могли утворитися з одного зоряного скупчення.

## Фомальгаут в художній літературі
Фомальгаут приваблює насамперед авторів науково-фантастичної літератури та літератури фентезі.
- Королівство Фомальгаут згадується в дилогії Едмонда Гемілтона «Зоряні королі» (1949) та «Повернення до зірок» (1970). Світами, населеними гуманоїдами та негуманоїди, керує двопалатна Рада на чолі з принцесою Ліанною. Столиця — планета Хатхір у системі Фомальгаута.
- У науково-фантастичному романі Станіслава Лема «Повернення з зірок» головний герой повертається на Землю з експедиції в систему Фомальгаут.
- У циклі оповідань Станіслава Лема про Йону Тихого професор Тарантога (один із ключових персонажів) є співробітником Фомальгаутського Інституту.
- Зоряна система Фомальгаут згадується в романі Айзека Азімова «Камінь у небі».
- На планеті системи Фомальгаута розгортається дія в романі Урсули Ле Гуїн «Світ Роканнона».
- Згадується у вірші Говарда Філліпса Лавкрафта «Гриби з Юггота».
- У романі Грега Ігена «Diaspora» одна з копій віртуального міста, у якому розгортається дія на борту автономного зорельота до Фомальгаут.
- За книгою Філіпа Діка «Вільне радіо Абельмут», людство зародилося в зоряній системі Абельмут (відомої нам зараз як Фомальгаут) та десятки тисяч років тому покинуло її, щоб колонізувати Землю.